# Antoine-Marie-René de Terrier de Monciel
Antoine-René-Marie Terrier de Monciel (* 12. August 1757 auf Château de Vaudrey (Département Jura); † 29. August 1831 in Semsales) war ein französischer Politiker.

## Leben
Er wurde als Sohn von Claude-François Terrier, Marquis de Monciel, Chevalier de Saint-Louis, Marschall der Lager und Armeen des Königs, Minister-Bevollmächtigter am Hofe von Württemberg und des Kreises von Souab und Dari-Thérese-Gabrielle de Raousset geboren. Mit 17 wurde er zur Waisen und verfügte so über ein beachtliches Vermögen.
Am 3. Juli 1788 heiratet er Alexandrine Maie Suzanne de Barberin.
Von November 1790 bis Juni 1791 war er Bürgermeister von Dole und Vorsitzender des Departement (November 1791). Am 18. Juni 1792 wurde er zum Innenminister berufen. Er war der Sekretär des Comte d’Artois.
Die Marquis de Vaulchier du Deschaux war seine Schwester, auf deren Schloss er auch eine Zeit lang lebte.